# David Vine
David Vine (geb. 25. November 1974) ist ein US-amerikanischer
Anthropologe. Er ist Professor für politische Anthropologie an der American University (AU) in Washington, D.C. und beschäftigt sich mit der US-amerikanischen Militärpräsenz weltweit.

## Leben und Werk
Vine wurde 1974 geboren. Er promovierte am Graduate Center der City University of New York  und erwarb dort einen Master-Abschluss. 
Er ist Verfasser mehrerer Bücher über die Kriege und Militärbasen der Vereinigten Staaten. Sein Buch The United States of War: A Global History of America's Endless Conflicts, from Columbus to the Islamic State (etwa: Die Vereinigten Staaten des Krieges: Eine globale Geschichte von Amerikas endlosen Konflikten, von Kolumbus bis zum Islamischen Staat) ist bei der University of California Press erschienen. Andere Bücher sind Island of Shame: The Secret History of the U.S. Military Base on Diego Garcia (Insel der Schande: Die geheime Geschichte der US-Militärbasis auf Diego Garcia) und Base Nation: How U.S. Military Bases Abroad Harm America and the World (Base Nation: Wie US-Militärstützpunkte im Ausland Amerika und der Welt schaden).

## Publikationen
- The United States of War: A Global History of America’s Endless Conflicts, from Columbus to the Islamic State. University of California Press, Berkeley 2020, ISBN 978-0-520-30087-3. Online-Teilansicht
- Base Nation: How U.S. Military Bases Abroad Harm America and the World (American Empire Project) 2015
- David Vine: Island of Shame. The Secret History of the U.S. Military Base on Diego Garcia. Princeton University Press, Princeton/Oxford 2009, ISBN 978-1-4008-2997-2 (amerikanisches Englisch).
- (Mitarbeit) "The Counter-Counterinsurgency Manual or, Notes on Demilitarizing American Society"
- (Mitarbeit) "Militarization: A Reader"